# Logan Township (comté de Clay, Iowa)
Pour les articles homonymes, voir Logan Township.
Logan Township est un township du comté de Clay, situé en Iowa, États-Unis. La population était de 166 habitants lors du recensement de 2000.

## Géographie
Logan Township couvre 94,57 km² du comté de Clay et ne comporte aucune ville. Selon l'USGS, ce township contient un cimetière : Logan Township.
Elk Lake se trouve dans ce township.